# Peter Brombacher
Peter Brombacher (* 1941 in Freiburg im Breisgau) ist ein deutscher Schauspieler und Hörspielsprecher.

## Leben
Nach seiner Ausbildung an der Westfälischen Schauspielschule Bochum hatte Peter Brombacher ab 1963 sein erstes Engagement am dortigen Schauspielhaus. Weitere Stationen seiner Laufbahn waren das Staatstheater Stuttgart unter Claus Peymann, das Münchner Residenztheater, von 1993 bis 2000 das Deutsche Schauspielhaus in Hamburg und von 2000 bis 2004 das Schauspielhaus Zürich. Seit der Spielzeit 2004/05 ist Brombacher Mitglied im Ensemble der Münchner Kammerspiele. Wichtige und bekannte Regisseure, mit denen er zusammenarbeitete, waren neben Peymann unter anderem Wilfried Minks, Christoph Schlingensief, Christoph Marthaler, Stephan Kimmig und B. K. Tragelehn.
Für Film und Fernsehen hat Brombacher bislang selten gearbeitet, umfangreicher ist seine Tätigkeit als Hörspielsprecher, wo er bis heute in zahlreichen, teilweise preisgekrönten Produktionen verschiedener Sender mitgewirkt hat.
Peter Brombacher ist Mitglied der Deutschen Akademie der Darstellenden Künste.

## Filmografie
- 1975: Polly oder Die Bataille am Bluewater Creek
- 1981: Engel aus Eisen
- 1981: Die heilige Johanna der Schlachthöfe
- 1982: Domino
- 1983: Die Roppenheimer Sau
- 1984: Das Verschwinden der Harmonie
- 1998: Alte Meister
- 2006: Brinkmanns Zorn
- 2008: Novemberkind
- 2012: Pavels letzter Schuss (Kurzfilm)
- 2018: Zwei Herren im Anzug

## Hörspiele (Auswahl)
- 1967: Mir zum Schrecken – Autor: Ingmar Bergman – Regie: Ulrich Lauterbach – HR
- 1967: Ich lerne denken – Autorin: Antonina Popova – Regie: Mathias Neumann – HR/RB
- 1968: Die Partei der Anständigen – Autor: Kurt Heynicke – Regie: Ulrich Lauterbach – HR/BR
- 1973: Ans Tote Meer – Autor: Reinhard Reinke – Regie: Andreas Weber-Schäfer – SDR
- 1981: Rose – Autor: Andrew Davies – Regie: Bernd Lau – SR
- 1984: Der Kampf mit dem Drachen – Autor: Gerhard Köpf – Regie: Ulrich Heising – SWF
- 1995: Der Krieg geht zu Ende – Autor: Walter Kempowski – Regie: Walter Adler – HR/BR/SWF/NDR (Hörspiel des Monats Mai 1995)
- 1999: Das Land – Autor: Martin Crimp – Regie: Beate Andres – NDR/DLR Berlin
- 2005: Föhrenwald – Autorin und Regie: Michaela Melián – BR (Hörspiel des Monats Juli 2005, ARD-Online-Award 2005, Hörspielpreis der Kriegsblinden 2006)
- 2006: Das kalte Herz – Autor: Wilhelm Hauff – Regie: Iris Drögekamp – SWR
- 2008: Speicher – Autorin und Regie: Michaela Melián – BR/Münchner Kammerspiele (Hörspiel des Monats Januar 2008 und Hörspiel des Jahres 2008)
- 2010: Klemens (Monolog) – Autor: Markus Werner – Regie: Felicitas Ott – SWR (Zonser Hörspielpreis 2010)
- 2010: Memory Loops – Autorin und Regie: Michaela Melián – BR (Hörspiel des Monats Oktober 2010 und Hörspiel des Jahres 2010)
- 2012: Kann mir nicht vorstellen, dass es weitergeht – Autor: Schorsch Kamerun – Regie: Thomas Sehl und Schorsch Kamerun – WDR
- 2017: Am Königsweg – Autorin: Elfriede Jelinek – Regie: Karl Bruckmaier – BR
- 2017: Die apokalyptische Glühbirne – Autor: Frank Witzel – Regie: Leonhard Koppelmann – BR